# AMX-30E
El AMX-30E (E significa España) es un tanque de batalla principal español basado en el AMX-30 de Francia. Aunque originalmente el gobierno español buscó adquirir el Leopard 1 alemán , finalmente se adjudicó el contrato al AMX-30 debido a su precio más bajo y la capacidad de fabricarlo en España. 280 unidades fueron fabricadas por Santa Bárbara Sistemas para el Ejército de Tierra español, entre 1974 y 1983.
Adquirido por primera vez en 1970, el tanque debía complementar la flota española de tanques estadounidenses M47 y M48 Patton y reducir la dependencia de España del equipo estadounidense en su ejército. Los primeros 19 tanques AMX-30 se adquirieron en Francia en 1970, mientras que otros 280 se ensamblaron en España. Fue el primer tanque producido en serie en España y desarrolló la industria del país hasta el punto de que el gobierno sintió que podía producir un tanque por sí mismo, lo que llevó al desarrollo del proyecto del tanque Lince en 1985. También ofreció a Santa Bárbara Sistemas la experiencia que condujo a la producción del Leopard 2E a fines de 2003. Si bien el montaje final estuvo a cargo de Santa Bárbara Sistemas, la producción del AMX-30E también incluyó a otras empresas del país. La producción total dentro de España ascendió hasta el 65% del tanque.
La flota AMX-30E de España pasó por dos modificaciones separadas a fines de la década de 1980, un programa de modernización y un programa de reconstrucción. El primero, denominado AMX-30EM2 (150 tanques), buscaba modernizar y mejorar las características automotrices del vehículo, mientras que el segundo, o AMX-30EM1 (149 tanques), resultó en una mejora más austera de la planta motriz del tanque al mantener el motor existente y reemplazar la transmisión. Ambos programas prolongaron la vida útil del vehículo. La flota española de AMX-30EM1 fue reemplazada a fines de la década de 1990 por el Leopard 2A4 alemán , y los AMX-30EM2 fueron reemplazados por vehículos antitanque con ruedas B1 Centauro a principios del siglo XXI.
Aunque se desplegaron 19 AMX-30E en el Sahara español en 1970, el tanque nunca entró en combate. En 1985, Indonesia expresó interés en el AMX-30E, mientras que en 2004 los gobiernos de España y Colombia discutieron la posible venta de alrededor de 40 AMX-30EM2. Ambos acuerdos comerciales fracasaron.

## Antecedentes

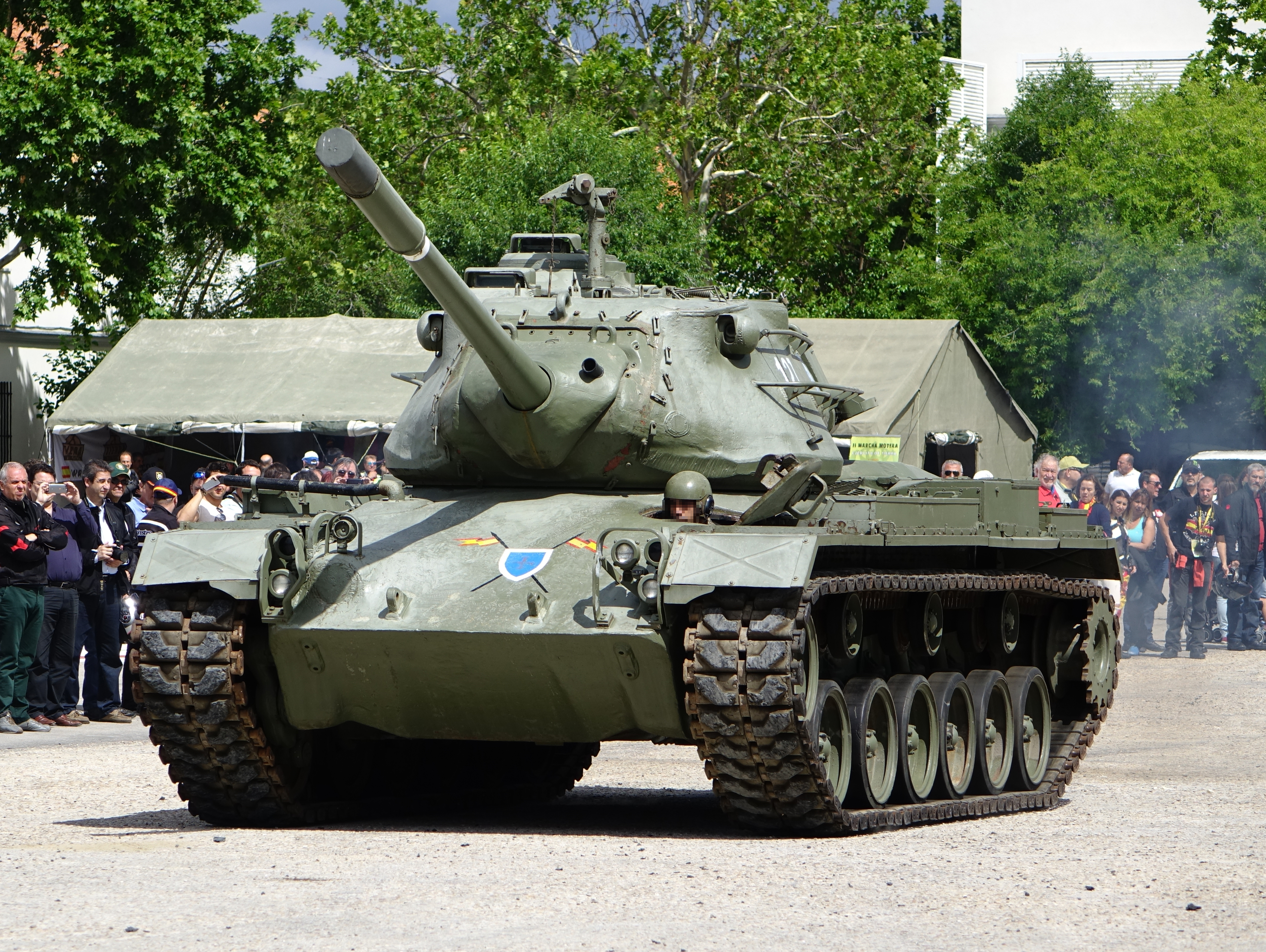
Los M-47 (en la imagen) y M-48 fueron durante décadas los carros más numerosos del arsenal español pero se quedaron obsoletos. En la imagen un ejemplar de la versión modernizada M-47E1 con el escudo del desaparecido Regimiento de Caballería «Calatrava» en el museo El Goloso.

En 1960, la flota de tanques de España estaba compuesta principalmente por tanques estadounidenses M47 Patton, con algunos tanques M48 Patton más nuevos. Los M47 habían sido adquiridos por el ejército español a mediados de la década de 1950, reemplazando la flota anterior de diseños de tanque Panzer I, T-26 y Panzer IV de la década de 1930. Durante la guerra de Ifni de 1957-58, la prohibición de los Estados Unidos sobre el uso de artillería estadounidense suministrada anteriormente como ayuda militar a España empujó a España a buscar equipos alternativos que pudieran emplearse libremente en el Sáhara español.
A principios de la década de 1960, España miró hacia sus vecinos europeos en busca de un nuevo tanque. El gobierno español primero se acercó a Krauss-Maffei, el fabricante alemán del Leopard 1, y la empresa solicitó una licencia de exportación al Ministerio de Economía alemán. La condición de España como país no OTAN hacía que la decisión de conceder la licencia de exportación tuviera que ser revisada por el Bundessicherheitsrat (BSR), que se encargaba de la coordinación de la defensa nacional política. Finalmente, el consejo dictaminó que Krauss-Maffei podía firmar un contrato de exportación con España. Sin embargo, el trato se estancó por la presión del Partido Laborista del Reino Unido sobre la base de que el cañón del tanque L7 de 105 milímetros (4,13 pulgadas) del Leopard era tecnología británica. Mientras tanto, España probó el AMX-30 francés entre el 2 y el 10 de junio de 1964.

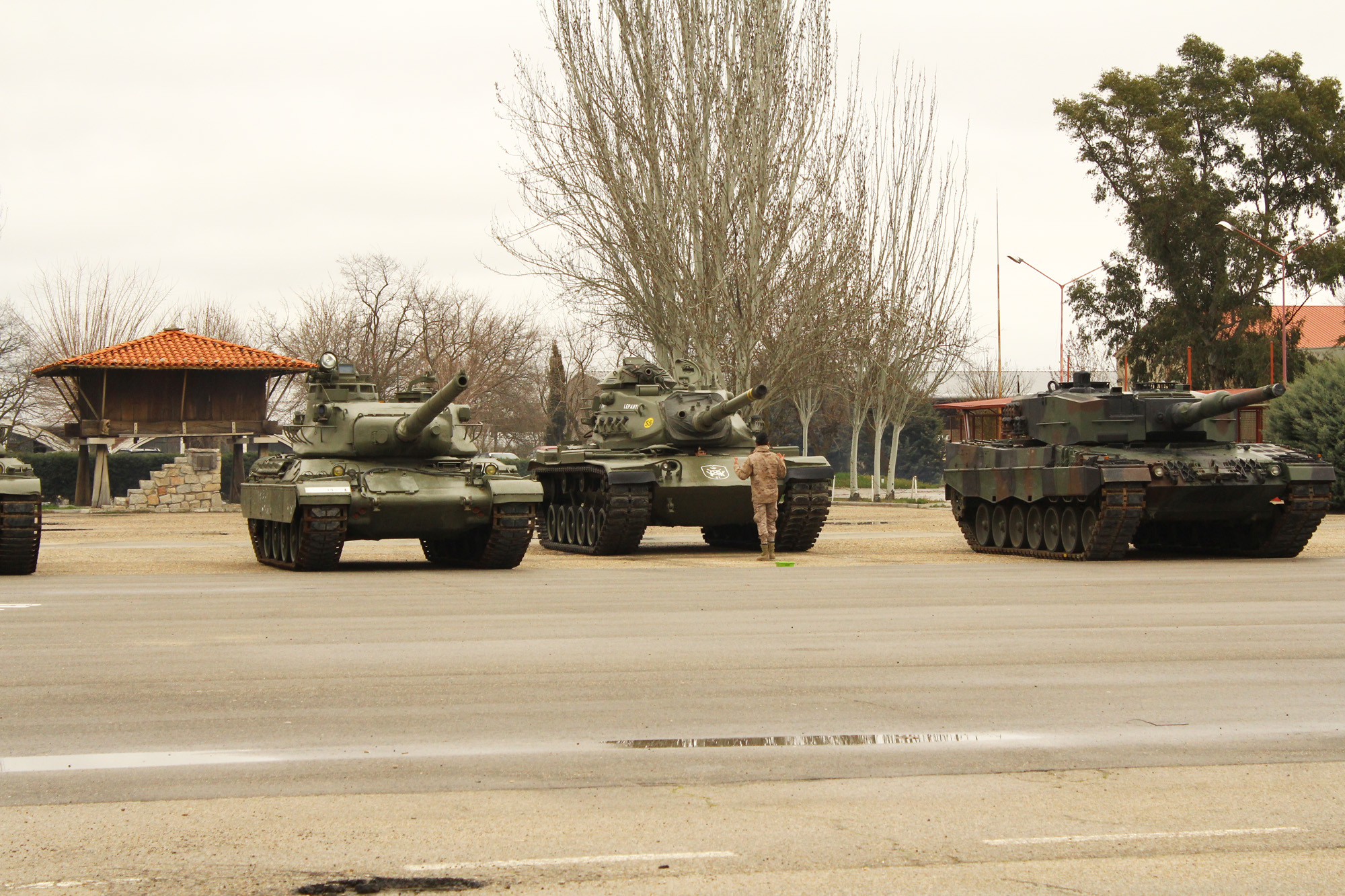
De izquierda a derecha: un tanque AMX-30E, un tanque M60 Patton y un tanque Leopard 2A4 en el Museo de El Goloso.

El Leopard 1 y el AMX-30 se originaron a partir de un programa conjunto de desarrollo de tanques conocido como Europanzer Para ser un tanque, el AMX-30 tenía una silueta baja; la altura del tanque era de 2,28 metros (7,48 pies), en comparación con los 2,6 metros (8,53 pies) del Leopard En términos de letalidad, el proyectil antitanque de alto explosivo (HEAT) Obus G del AMX-30 era uno de los proyectiles más avanzados de la época Debido a que las ojivas HEAT se vuelven menos eficientes durante la estabilización del giro inducida por el estriado del cañón de un cañón de un tanque, el Obus G fue diseñado para que la carga con forma de ojiva se montó sobre cojinetes de bolas dentro de una carcasa exterior, lo que permitió que la ronda se estabilizara por giro a través del estriado del arma sin afectar la ojiva en el interior. El Obus G fue diseñado para penetrar hasta 400 milímetros (15,75 pulgadas) de armadura de acero. Por otro lado, el Leopard estaba armado con el cañón de tanque L7A3, capaz de penetrar el blindaje frontal de la mayoría de los tanques contemporáneos. Aunque el Leopard contaba con un mayor blindaje que el AMX-30  —en parte debido a la diferencia de peso entre los dos tanques—, este último se vendió a un precio más económico.
|                         | M47 Patton        | M48 Patton        | Leopard 1      | AMX-30            |
| ----------------------- | ----------------- | ----------------- | -------------- | ----------------- |
| Peso                    | 46,44 t           | 53.5 t            | 42.2 t         | 36 t              |
| Cañón                   | L/48 M36 de 90 mm | L/48 M41 de 90 mm | L7A3 de 105 mm | L/56 F2 de 105 mm |
| Munición                | 71 proyectiles    | 62 proyectiles    | 55 proyectiles | 50 proyectiles    |
| Autonomía por carretera | 128 km            | 482.8 km          | 600 km         | 500–600 km        |
| Potencia                | 810 CV            | 750 CV            | 830 CV         | 680 CV            |
| Velocidad máxima        | 48 km/h           | 48.28 km/h        | 62 km/h        | 65 km/h           |

En mayo de 1970, el gobierno español decidió firmar un contrato con la empresa francesa GIAT para iniciar la producción del AMX-30. Sin embargo, no fueron las ventajas del propio vehículo francés las que influyeron en la decisión. Más bien, fue la falta de voluntad del Reino Unido para vender su tanque-cañón L7, el bajo costo del AMX-30 y la oferta francesa de permitir que España fabricara el tanque, lo que llevó al ejército español a favorecer el vehículo blindado francés.

## Producción

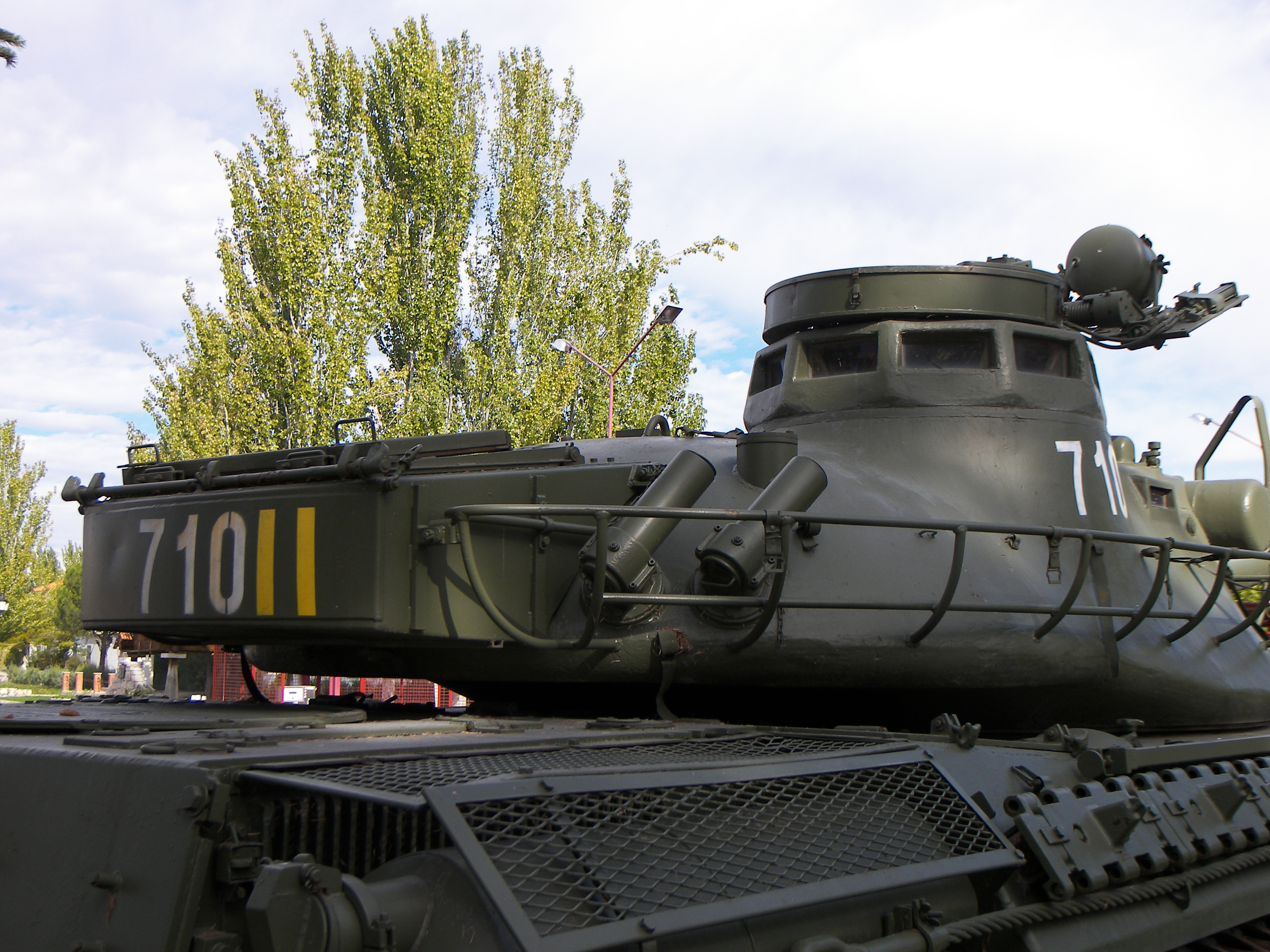
Primer plano de la torreta, los lanzagranadas y la escotilla del comandante del AMX-30E.

El 22 de junio de 1970, el Ministerio de Defensa español firmó un acuerdo de cooperación militar con Francia, que delineaba los planes para la futura adquisición de alrededor de 200 tanques para el Ejército español. De estos, 180 se fabricarían bajo licencia en España y 20 en Francia. Finalmente, se contrató a GIAT para fabricar 19 tanques. Estos fueron entregados a la compañía Bakali de la Legión Española, desplegada en el Sáhara Español. Los primeros seis AMX-30 fueron entregados por ferrocarril a la ciudad fronteriza española de Irún, en el País Vasco, y luego trasladados a Bilbao. Finalmente, fueron embarcados por la Armada Española, en el transporte Almirante Lobo, a El Aaiún en el Sáhara Español. Esta unidad existió hasta 1975, cuando fue disuelta y sus tanques transferidos al Regimiento de Infantería Mecanizada Uad-Ras
En 1971 se firmó la compra. La idea era que fueran al Sahara, para unirse a las tanquetas Panhard. Los 18 primeros AMX-30 en cuanto llegaron fueron entregados a La Legión, que formó la Compañía Bakali. Operaron desde finales de 1974 junto al II batallón de carros de combate del regimiento Alcazar de Toledo nº 61 de la División Acorazada Brunete, que envió 45 M-48A1. A estos se unieron unos pocos M113 y el Grupo de Artillería Autopropulsado XII de la Brigada Acorazada XII con sus M-109 155/23. 
El acuerdo con Francia sentó las bases de la próxima planta de depósitos en el polígono industrial de Las Canteras , próximo a la localidad de Alcalá de Guadaíra. Varias partes del tanque fueron subcontratadas a otras empresas españolas, incluidas Astilleros Españoles (torre), Boetticher, Duro Felguera y E.N. Bazán. El grado de producción local varió por lote. Los primeros 20 tanques iban a tener el 18% de cada vehículo fabricado en España; los próximos 40 contarían con el 40% del vehículo fabricado en España. Los otros 120 tenían el 65% del tanque fabricado en el país. La producción comenzó en 1974, a razón de cinco tanques por mes, y finalizó el 25 de junio de 1979. Los primeros cinco tanques fueron entregados al Regimiento de Infantería Mecanizada Uad Ras el 30 de octubre de 1974. Este lote también reemplazó a los tanques ligeros M41 Walker Bulldog y M48 Patton en el Regimiento de Caballería Acorazado Villaviciosa y al Regimiento de Infantería Acorazado Alcázar de Toledo, recibiendo 23 y 44 tanques, respectivamente.

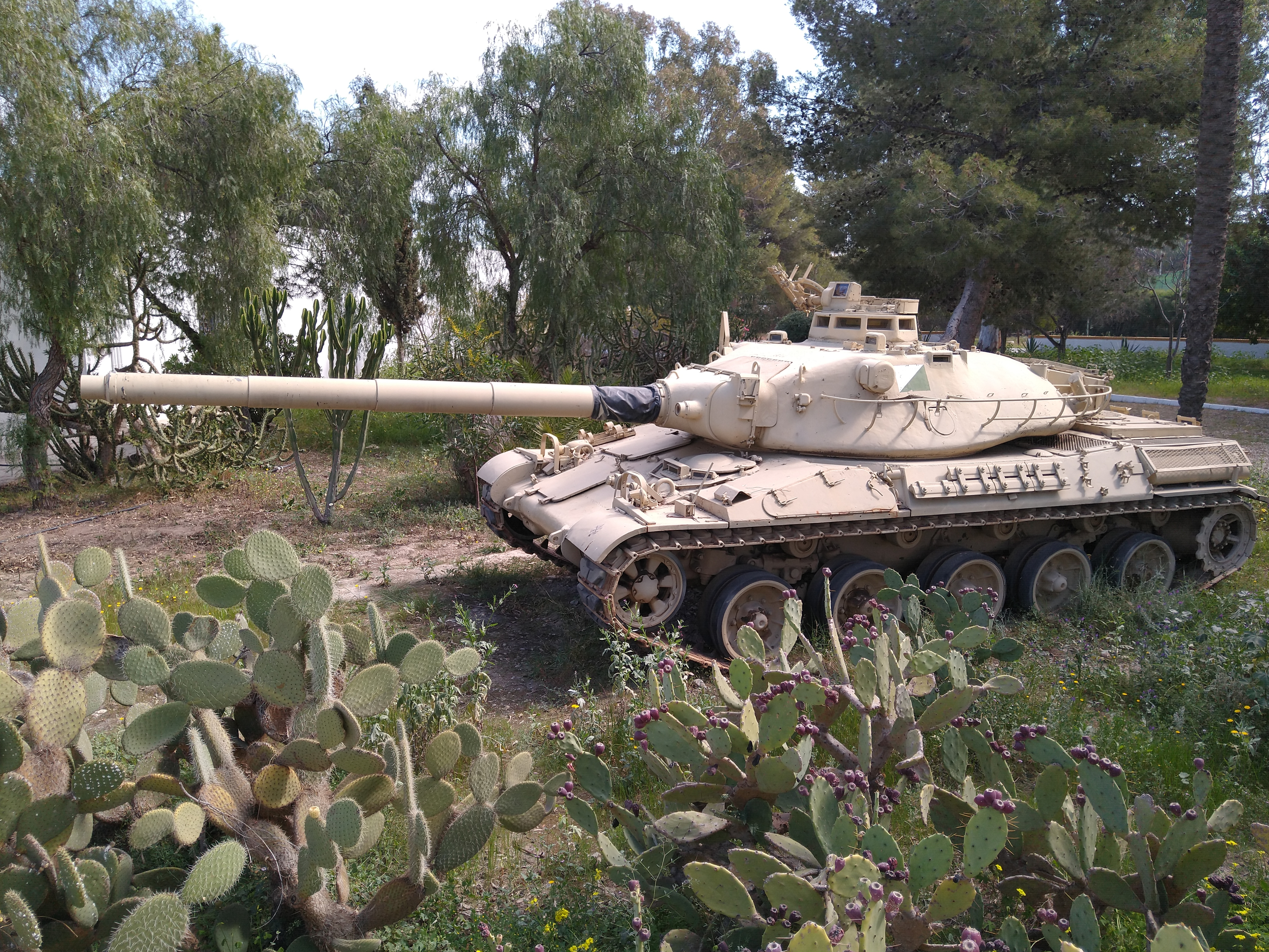
Un AMX-30E en la colección Museográfica de la Legión en Almería.

El 27 de marzo de 1979, antes de finalizar la producción del primer lote, el Ejército de Tierra español y Santa Bárbara Sistemas firmaron un contrato para la producción y entrega de un segundo lote de 100 AMX-30E. En 1980, después de que el AMX-30E número 200 fuera entregado al ejército español, la patente del tanque fue otorgada a España. Esto permitió realizar modificaciones menores al vehículo sin tener que consultar a GIAT. También significó que el grado de construcción local de cada vehículo aumentó considerablemente. La producción del segundo lote duró entre 1979 y 1983. Cuando finalizó la producción, el Ejército español tenía en servicio 299 AMX-30E (280 producidos entre 1974 y 1983, y 19 entregados desde Francia en 1970) y 4 vehículos de entrenamiento entregados en 1975. Santa Bárbara Sistemas también fabricó 18vehículos antiaéreos Roland España (denominados AMX-30RE) y 10 vehículos blindados de recuperación AMX-30D. El costo promedio por tanque, en el primer lote, fue de 45 millones de pesetas (US$ 642.800). El coste por depósito aumentó durante la segunda tanda hasta los 62 millones de pesetas (885.700 dólares).
Aunque completamente nuevo, el AMX-30E entró en servicio con problemas automotrices, incluidos problemas con la transmisión anticuada 5SD-200D. En consecuencia, cuando el primer lote de producción comenzó a terminar, el Ejército de Tierra y Santa Bárbara Sistemas comenzaron a estudiar posibles actualizaciones. Los objetivos principales eran aumentar la potencia y la confiabilidad del paquete de energía, una mejora en la potencia de fuego y la precisión del tanque, así como aumentar la protección balística del vehículo y la capacidad de supervivencia general. Se propusieron varios paquetes de modernización, incluida una sugerencia para montar la torreta del AMX-30E en el chasis de un Leopard 1. Otras opciones incluían cambiar el paquete de energía existente por un nuevo motor diesel y transmisión estadounidenses o cambiar el paquete de energía por un nuevo motor diesel y transmisión alemanes HS-110 con las transmisiones ya mencionadas. Se produjo otro prototipo utilizando las orugas más modernas del Leopard, y otro prototipo similar montó una nueva ametralladora de 12,7 milímetros (0,5 pulgadas) para la posición del cargador. El GIAT de Francia también ofreció modernizar los AMX-30E de España a los estándares AMX-30B2, y se está aplicando una modernización a los AMX-30 franceses.

## Modernización

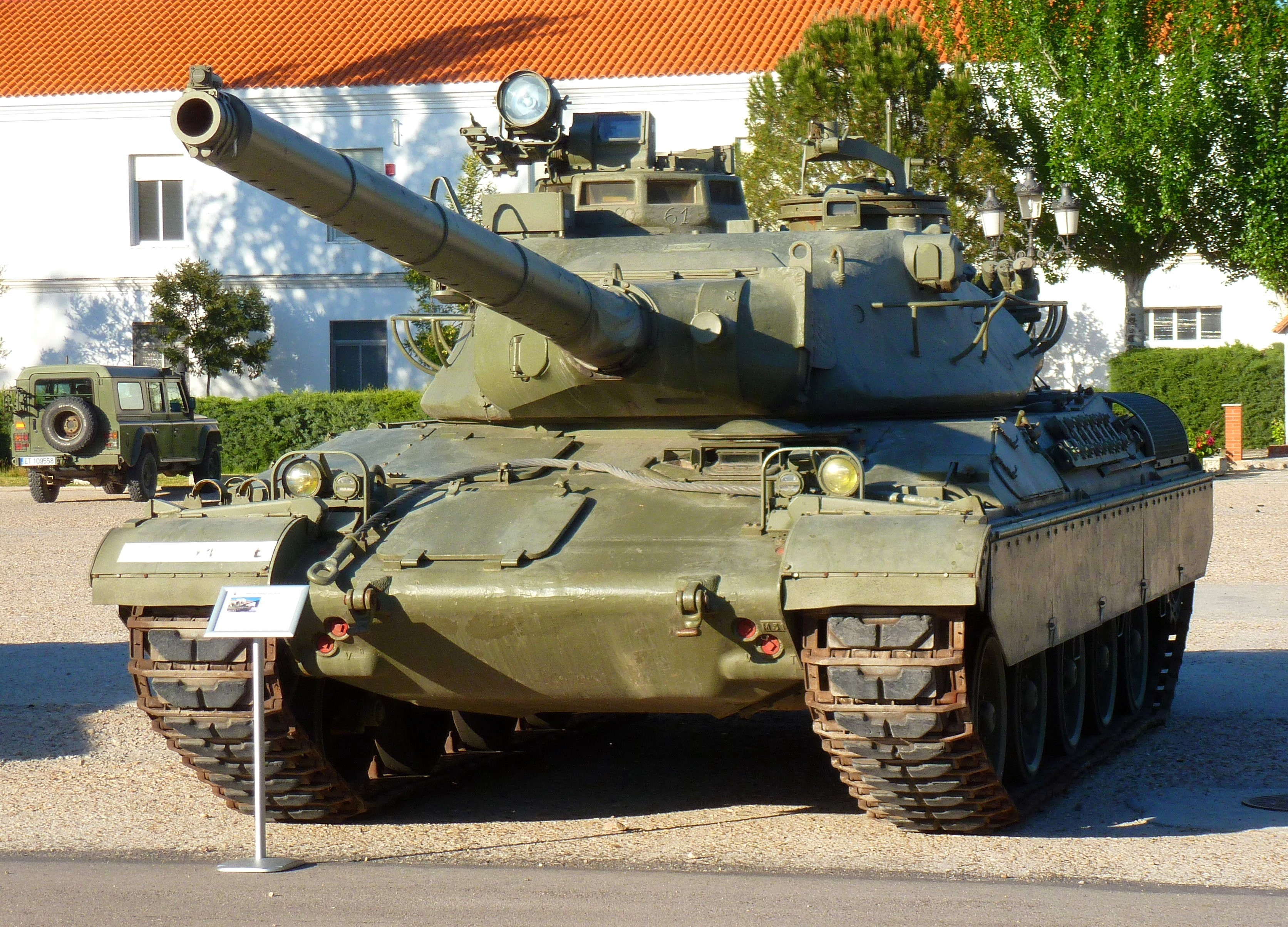
Vista frontal de un AMX-30E.

Finalmente, se optó por una solución mixta denominada Tecnología Santa Bárbara-Bazán (Santa Bárbara-Bazán Technology) (o TSB). La mejora de la movilidad del tanque implicó la sustitución del motor diésel HS-110 por un motor diésel MTU 833 Ka-501, de 850 caballos métricos (625 kW), y la transmisión por una alemana ZF LSG-3000, compatible con motores de hasta 1.500 caballos de fuerza métricos (1103 kW). Los primeros 30 motores iban a tener el 50% del motor fabricado en España; el resto, el 73% debían ser de producción autóctona. Este nuevo motor le dio al tanque modernizado una relación de potencia de 23 caballos de fuerza métricos por tonelada (21,13 hp/S/T). El nuevo motor se combinó con la suspensión de barra de torsión mejorada del AMX-30B2, que usaba barras de torsión de mayor diámetro y amortiguadores nuevos

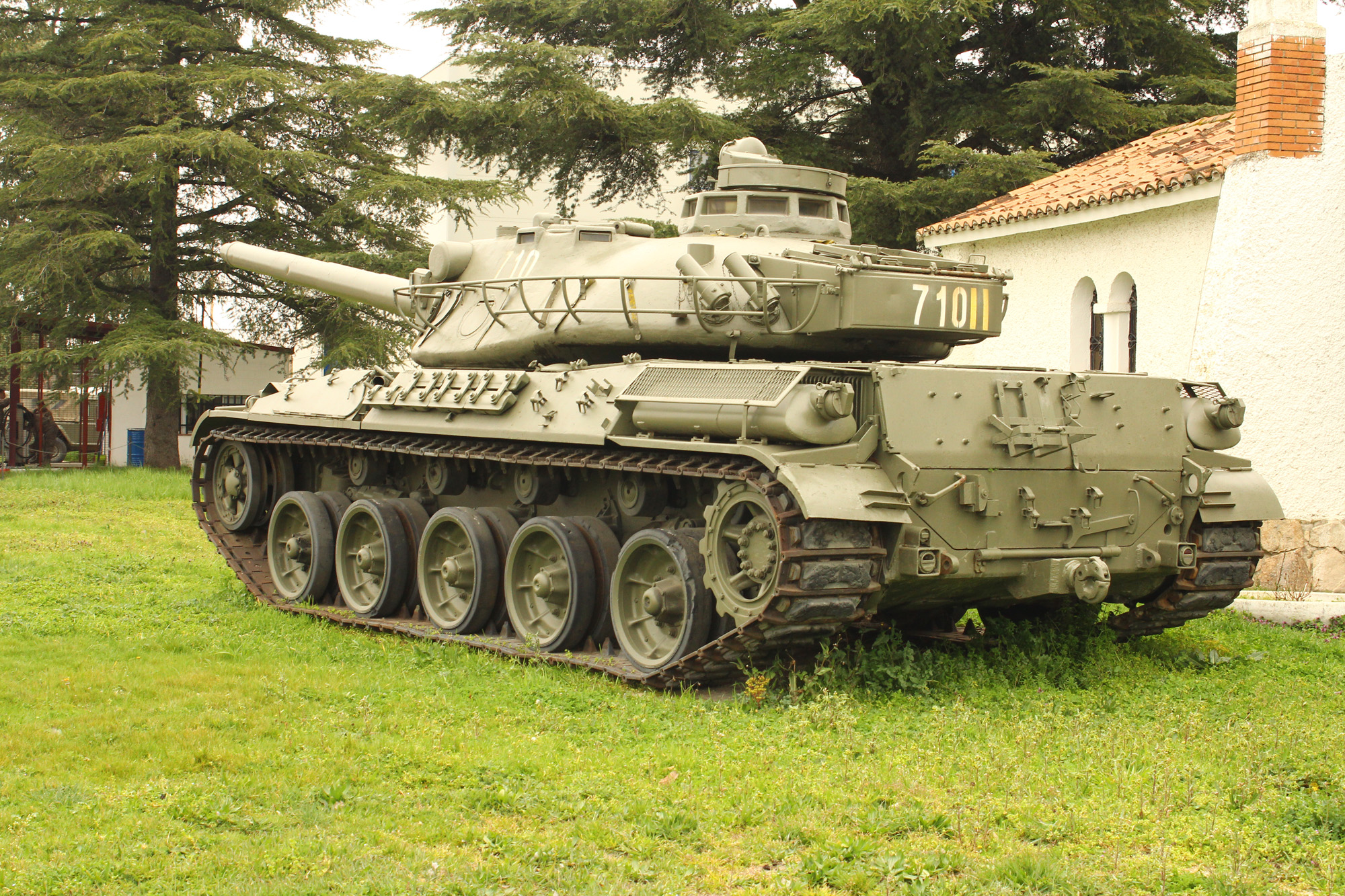
Una vista lateral y trasera del AMX-30E en exhibición en El Goloso.

Para mejorar la potencia de fuego del tanque, se modificó el montaje del cañón alrededor de la escotilla de la torreta del cargador para permitir la instalación de una ametralladora de 12,7 milímetros (0,5 pulgadas), mientras que la potencia de fuego del cañón principal se aumentó mediante la introducción del nuevo CETME437A perforante, sabot de descarte estabilizado con aletas (APFSDS). La precisión del arma se mejoró mediante la instalación del nuevo sistema de control de fuego A/D de modificación Mark 9, diseñado por Hughes Aircraft Company. El nuevo sistema permitió disparar durante las operaciones diurnas y nocturnas, y aumentó la probabilidad de un impacto de primera ronda. El sistema de control de fuego también se modernizó mediante el intercambio del antiguo periscopio del artillero M282 con un nuevo periscopio y un nuevo telémetro láser Láser Nd-YAG. Se entregó un nuevo ordenador balístico, el NSC-800, así como un nuevo panel digital para el artillero, diseñado y fabricado por la empresa española INISEL. El comandante del tanque también recibió una unidad de control que permitía elegir la munición para el arma y proporcionaba información sobre la balística del proyectil y el objetivo a atacar. Como resultado, el cargador recibió una unidad de presentación para mostrar información sobre qué ronda cargar en la recámara del arma y comunicar los datos balísticos recibidos, incluida la velocidad angular, velocidad del viento, elevación del cañón e inclinación del vehículo. El sistema de control de fuego también permitió la futura actualización a un sistema de estabilización más sofisticado para el arma principal del tanque. Las mejoras en la capacidad de supervivencia incluyeron la adición de nuevos faldones laterales de acero, un nuevo sistema de generación de humo vinculado al motor y un nuevo sistema de extinción de incendios.
Ciento cincuenta AMX-30E recibieron este paquete de modernización y fueron designados AMX-30EM2. El programa comenzó en 1989 y terminó en 1993. Finalmente, los AMX-30EM2 de España fueron reemplazados por vehículos antitanque B1 Centauro nuevos, que fueron fabricados parcialmente en España, a principios del siglo XXI.

## Reconstrucción

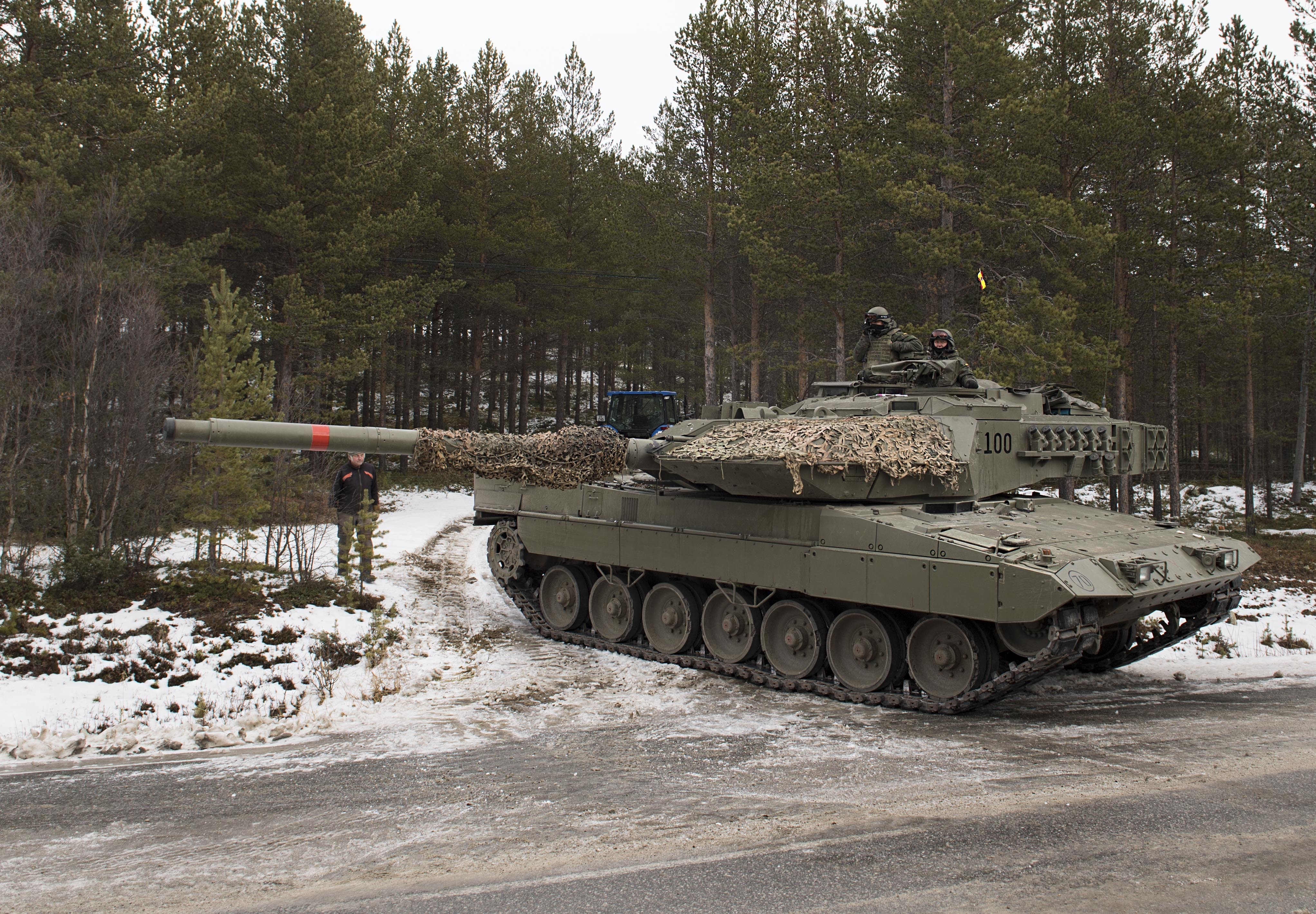
El Leopardo 2E sustituyó al AMX-30E como el tanque de batalla principal de las fuerzas del Ejército de Tierra español.

Los otros 149 AMX-30E fueron reconstruidos para mejorar su movilidad. La reconstrucción consistió en la sustitución de la transmisión original francesa por la estadounidense Allison CD-850-6A. Además, se renovaron varias partes del tanque, como los frenos, para devolverlos a sus estándares originales. El CD-850-6A era una transmisión automática, con un diferencial triple que proporcionaba dos velocidades de avance y una de retroceso. Sin embargo, la nueva transmisión resultó en un nuevo problema. El calor excesivo producido por la transmisión redujo la autonomía del vehículo. La reconstrucción de los 149 AMX-30E comenzó en 1988, y estos fueron designados AMX-30EM1. A principios de la década de 1990, España recibió una gran cantidad de tanques M60 Patton, reemplazando su flota de M47 y M48, así como sus AMX-30EM1. Sin embargo, el mal estado de los M60 hizo que su paso por el ejército fuera efímero y el gobierno español pronto inició el Programa Coraza que culminaría con la fabricación del Leopard 2E.

## Exportación
A mediados de la década de 1980, Indonesia se acercó a España en un intento de adquirir armamento para la modernización de sus fuerzas armadas. De los posibles armamentos a la venta, Indonesia expresó interés en la adquisición del AMX-30. Aunque este trato fracasó, en 2004 los gobiernos español y colombiano acordaron la venta de entre 33 y 46 AMX-30EM2 de segunda mano, que habían sido reemplazados recientemente en el Ejército español. Sin embargo, el acuerdo se canceló después de que José María Aznar fuera reemplazado por José Luis Rodríguez Zapatero como presidente del gobierno español; el nuevo gobierno español declaró que España ni siquiera tenía suficientes AMX-30EM2 en condiciones de trabajo para vender a Colombia.

### Listas relacionadas
- Anexo:Tanques de combate principal por generación
- Anexo:Materiales históricos del Ejército de Tierra de España desde la posguerra
- Anexo:Vehículos blindados de combate por país